# Coosawhatchie
Coosawhatchie es un lugar designado por el censo ubicado en el condado de Jasper en el estado estadounidense de Carolina del Sur. En el Censo de 2020 tenía una población de 57 habitantes y una densidad poblacional de 36,77 habitantes por km². Fue incluido como CDP en el censo de 2020.

## Geografía
Coosawhatchie se encuentra ubicado en las coordenadas 32°35′20″N 80°55′38″O / 32.58889, -80.92722. Según la Oficina del Censo de los Estados Unidos,  tiene una superficie total de 1,55 km², de la cual 1,52 km² corresponden a tierra firme y 0,03 km² a agua.